# الأيدي الناعمة (كتاب)
الأيدي الناعمة هو كتاب (مسرحية) للمؤلف توفيق الحكيم.

## تلخيص المسرحية
يلتقي البرنس بالدكتور بالصدفة ويستنتج الاثنان بأنهما مفلسان فالبرنس قد جردته الحكومة من لقبه وماله وقصره والدكتور (دكتور لغة عربية في علم النحو) رغم علمه إلا أنه لم يجد عملا حتى الآن. 
يدعو البرنس الدكتور للعيش في قصره الفارغ حتى يسكنه الشيخ عبد السلام وابنته كريمة وهو شخص متدين ذو علم ومال ودين وهو أيضا والد سالم زوج مرفت (ابنة البرنس الكبرى). 
مع مرور الزمن يقع البرنس في حب كريمة والدكتور في حب جيهان فيطلب كل منها يد الفتاة من والدها ثم منها وينتهي مصيرهما بأن يكون القرار النهائي لسالم.
فيرفض سالم إذ أن كليهما عاطلين عن العمل وهذا يهدد مستقبل الفتاتين، وبصفته رجل أعمال غني ومشهور فإنه يجد عملا لكل منهما ثم يوافق على الزواج.

### الشخصيات الرئيسية
- البرنس فريد
- الدكتور علي حمودة
- مرفت- ابنة البرنس الكبيرة
- جيهان- ابنة البرنس الصغيرة
- الشيخ عبد السلام
- كريمة- ابنة الشيخ
- سالم- زوج مرفت وابن الشيخ عبد السلام

### الشخصيات الثانوية
- بائع البسبوسة
- بائع الذرة
- الست ظاظا
- البك لولو
- شعبان